# Lamborghini Orange County
Lamborghini Orange County war der weltgrößte Händler der italienischen Luxusautomarke Lamborghini. 

## Geschichte
Das seit den 1960er Jahren bestehende, in Santa Ana im Orange County des US-Bundesstaates Kalifornien ansässige Unternehmen verkaufte rund 10 % der jährlich weltweit abgesetzten etwa 2.400 Fahrzeuge dieser Marke. Zu den Kunden gehörten zahlreiche Prominente. Inhaber war zuletzt seit Ende der 1990er Jahre die Familie Keuylian (Vik Keuylian gehörte die Immobilie, während seine Schwestern Nora, Sossi und Astrid Inhaber des Handelsunternehmens waren). Eine Filiale befand sich in Newport Beach. Zuletzt gab der zu Audi, und damit zum Volkswagen-Konzern, gehörende Hersteller Automobili Lamborghini Holding noch Pläne bekannt, seinen Nordamerika-Hauptsitz (Automobili Lamborghini America) nach Santa Monica zu verlegen, unter anderem um in räumlicher Nähe seines größten Abnehmers zu sein.
Im November 2008 schloss das Unternehmen jedoch, nachdem sich mehrere Nebengeschäftsfelder aufgrund von Managementfehlern nicht wie erwartet entwickelt hatten.